# Nisse Blücker
Nils Emil "Nisse" Blücker, född 30 januari 1916 i Gustav Vasa församling, Stockholm, död 5 november 2001 i Enskede, var en svensk musiker (saxofonist).

## Filmografi
- 1947 – Sången om Stockholm - saxofonist